# Gutshof Sudweyhe

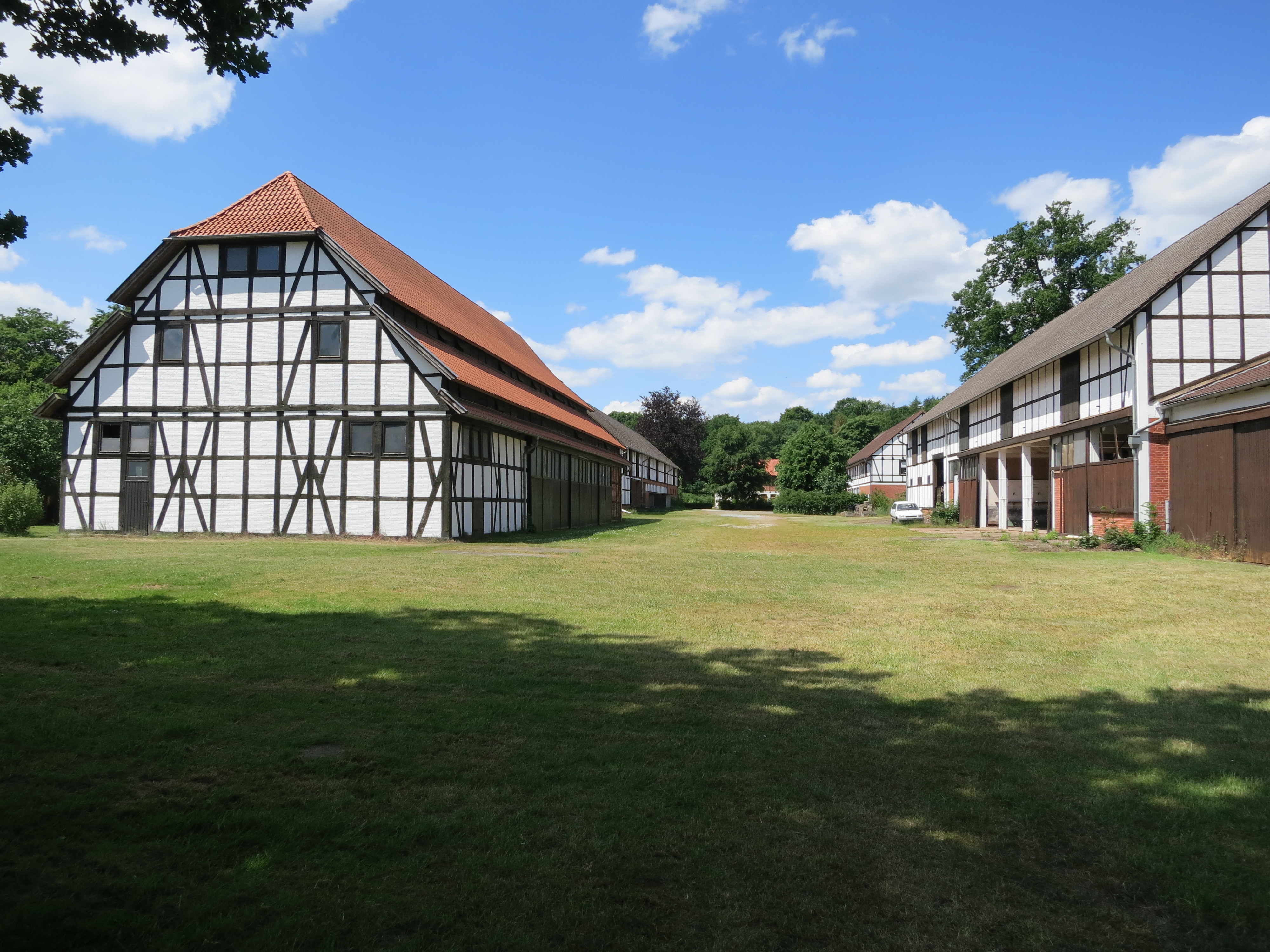
Fachwerkhäuser des Gutshofes

Der Gutshof Sudweyhe im niedersächsischen Weyhe, Ortsteil Sudweyhe, Im Mühlengrunde 12 und 22–26, an der Hache bei der Sudweyher Wassermühle stammt als Rittergut vom 16. Jahrhundert, die erhaltenen Gebäude vom 19. Jahrhundert. Hier befindet sich seit 2021 das Senioren-Quartier Sudweyhe. Das Café Zum Gutshof nutzt die ehemalige Scheune.
Die Gebäudegruppe steht unter Denkmalschutz (Siehe auch Liste der Baudenkmale in Weyhe).

## Geschichte

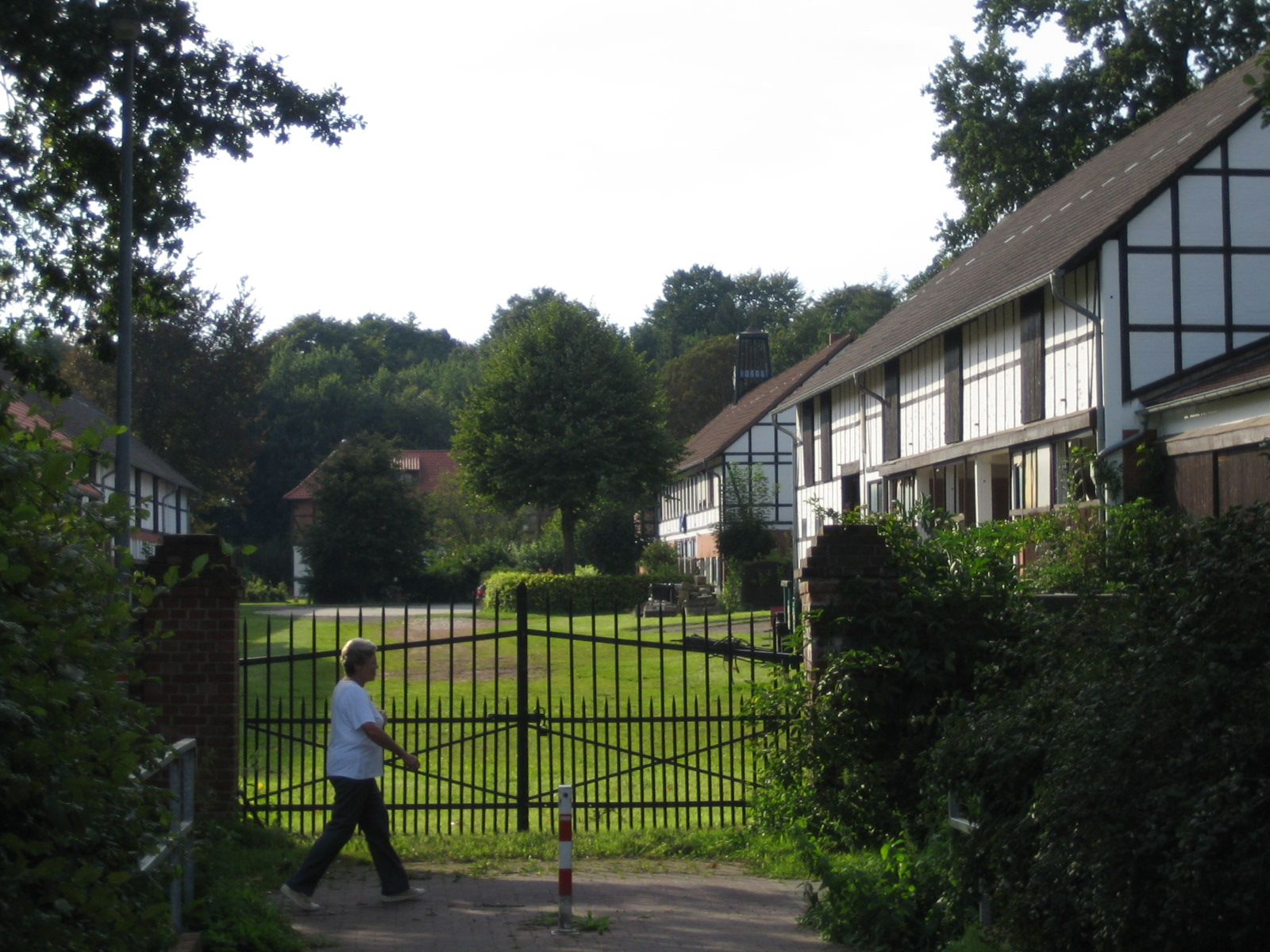
Wirtschaftsgebäude

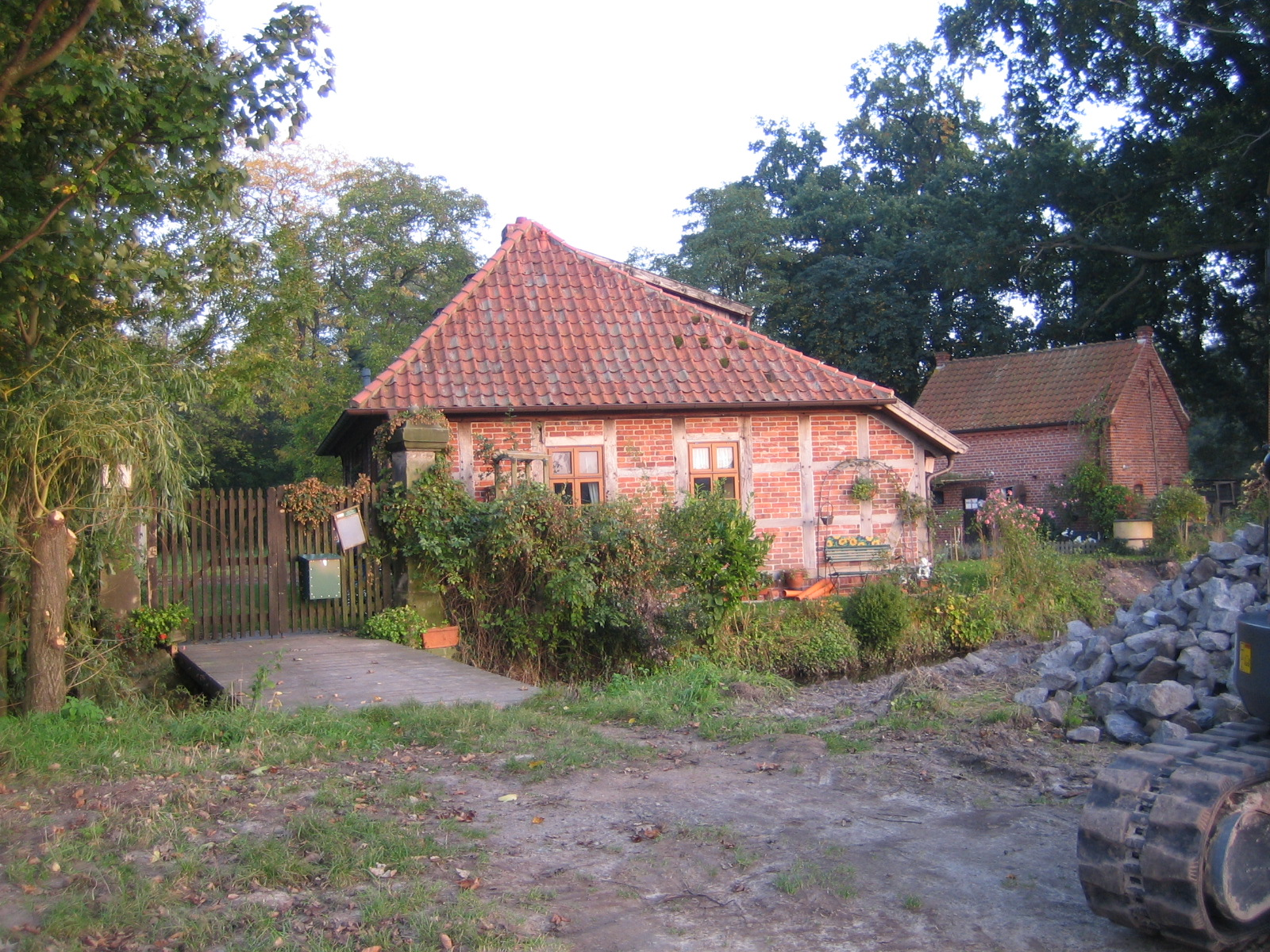
Ehemaliges Waschhaus

Im Jahr 860 wurde Weyhe als Wege villa publica und 1352 Sudweyhe erstmals erwähnt.
Das Gut gehörte ab 1479 (Johann IV Frese erbt) bis 1677 der Familie Frese (genannt auch Fresen-Hof) in fünf Generationen. 1513 belehnte der Herzog von Braunschweig-Lüneburg den Freudenberger Drosten Johann Frese mit der Mühle in Weyhe. 1677 ging das verschuldete Gut an Johann Raesfeld als Pfandinhaber über. Grundmauern des festen Hauses aus dieser Zeit wurden 1960 bei Umbauten gefunden.
Als Eigentümer folgten 1695 (andere Quelle 1696) der herzogliche Oberappellationsgerichtspräsident Weipart Ludwig von Fabrice (1640–1724) (einst eine hessische Adelsfamilie). Das zweiflügelige zweigeschossige Herrenhaus wurde um 1701/02 nach Plänen des Maurermeisters Jost Kil(l)ian gebaut, umgeben von einem breiten Wassergraben. Die weiteren Gebäude wurden um 1701/02 saniert. An das Herrenhaus wurde 1713 westlich ein Orangenhaus angefügt. Zum Gut gehörten 1711 sechs Gutshöfe. Fabrice vereinigte zu dieser Zeit seine Güter in einem Fideikommiss, das geschlossen erhalten werden musste, und er kaufte 1714 das Gut Falkenburg in Okel. 1733 sind im Gutsplan die Gebäude mit dem barocken Garten des Gutes sowie die Mühle und der Mühlenteich an der Hache dargestellt.
Danach folgte 1760 die Familie August Wilhelm Herren von Schwicheldt und 1768 nach seinem Tod seine Witwe Marianne Hypolithe, geborene Fabrice. Das von Freifrau Nata Marianne Hypolithe Fabrice 1770 gestiftete Waisen- später Witwenhaus neben der Mühle wurde 1973 abgerissen. Der Sandsteinobelisk Denkmal der Zärtlichkeit von 1775 entstand auf Initiative der Freifrau.
Ein älteres Herrenhaus von 1702 wurde ersetzt. Das neuere zweigeschossige Herrenhaus von 1819 mit Walmdach und Zwerchhaus stand bis 1999 in der südwestlichen Ecke des Hofes und war 23,6 Meter × 11,8 Meter groß. Es stand vor dem Abriss lange Zeit leer.
1974 verkaufte Gräfin Carola von Hardenberg, Tochter von Sigrid Gisela von Schwicheldt und Graf Eberhard Fortunat Wilhelm von Hardenberg, den Gutshof an den Landwirt Gustav Gerking.
Die Gutsanlage von 160 m × 25 m Größe besteht heute aus dem ehemaligen
- Verwalterhaus von 1783/84, Fachwerkhaus mit Walmdach
- Wirtschaftsgebäude I: Fachwerkhaus
- Wirtschaftsgebäude II: Fachwerkhaus
- Wirtschaftsgebäude III: Fachwerkhaus
- Wirtschaftsgebäude IV: Fachwerkhaus als Kornscheune von 1754
- Waschhaus: Fachwerkhaus mit Walmdach am Ende des 18. Jahrhunderts als Waschhaus gebaut; heute Nebengebäude
- Backhaus, nicht denkmalgeschützt
- Gebäude von 1961, nicht denkmalgeschützt
- Gutspark, 45 m × 80 m groß
- Denkmal der Zärtlichkeit als Sandsteinobelisk im Park

Auf dem Gutshof fanden nach dem Zweiten Weltkrieg verschiedene Veranstaltungen statt.
Die Anlage wurde zum Seniorenquartier umgebaut. Es hat seit 2021 eine stationäre Pflegeeinrichtung.
Die benachbarte Sudweyher Wassermühle war auch im Besitz der Familie Frese. Mühle und Gut waren bis 1982 eine gemeinsame Liegenschaft und eine wirtschaftliche Einheit.